# Michael Rooker
Michael Rooker est un acteur américain, né le 6 avril 1955 à Jasper (Alabama).
Il se fait connaitre grâce au rôle-titre du film Henry, portrait d'un serial killer (1986).
Durant les années 2010, il gagne en popularité en tenant le rôle de Merle Dixon dans la série télévisée The Walking Dead (2010-2013), ainsi que celui du pirate de l'espace Yondu Udonta dans le film Les Gardiens de la Galaxie (2014), personnage qu'il incarne dans plusieurs autres productions de l'univers cinématographique Marvel.

## Biographie
Michael Rooker a des grands-parents Belges et Hongrois.
Il fait ses débuts sur grand écran en 1986, en tenant le rôle titre du controversé Henry, portrait d'un serial killer de John McNaughton,.
Il est un acteur récurrent du réalisateur James Gunn depuis son tout premier film, Horribilis (Slither) sorti en 2006.
En 2010, il participe à l'adaptation télévisuelle des comics The Walking Dead de Robert Kirkman diffusée sur la chaine AMC. Il tient le rôle de Merle Dixon et apparait dans un premier temps dans deux épisodes de la première saison. Il revient brièvement en 2011 dans un épisode de la deuxième saison, puis de manière régulière dans la troisième saison en 2012 et 2013. Il reprend également le personnage en 2013 dans le jeu vidéo The Walking Dead: Survival Instinct qui sert de préquelle à son personnage et au frère de ce dernier. Le jeu est extrêmement mal reçu.
En parallèle, il apparait aux côtés du réalisateur George A. Romero, de l'actrice Sarah Michelle Gellar ainsi que des acteurs Danny Trejo et Robert Englund, dans la carte Call of the Dead  du mode zombies du jeu vidéo Call of Duty: Black Ops, 7e épisode de la franchise Call of Duty. Il reste affilié à la franchise, puisque l'année suivante il prête ses traits et sa voix au personnage de Mike Harper dans Call of Duty: Black Ops II.
En 2014, Gunn lui offre le rôle du pirate de l'espace Yondu dans le film Les Gardiens de la Galaxie, dixième film de l'univers cinématographique Marvel.
En 2016, il apparait dans le film The Belko Experiment produit par Gunn.
En 2017, il reprend le rôle de Yondu dans Les Gardiens de la Galaxie Vol. 2, toujours devant la caméra de James Gunn.
En 2019, il apparait dans le film Brightburn produit par Gunn.
En 2021, il joue le personnage de DC Comics Savant (en), dans le film The Suicide Squad de James Gunn. Il reprend également le personnage de Yondu dans la série d'animation What If...?.
En novembre 2022, il retrouve James Gunn et le personnage de Yondu pour les besoins du téléfilm Les Gardiens de la Galaxie : Joyeuses Fêtes diffusé sur Disney+.
En 2023, il prête sa voix et son visage à un personnage du jeu Crime Boss: Rockay City de 505 Games. La distribution comprend également Michael Madsen, Danny Trejo, Kim Basinger, Danny Glover ou encore Chuck Norris.

## Filmographie

### Cinéma

#### Années 1980
- 1986 : Henry, portrait d'un serial killer (Henry: Portrait of a Serial Killer) de John McNaughton : Henry
- 1987 : Light of Day de Paul Schrader : Oogie
- 1987 : Assistance à femme en danger (Rent-a-Cop) de Jerry London : Joe
- 1988 : Mississippi Burning d'Alan Parker : Frank Bailey
- 1988 : Les Coulisses de l'exploit (Eight Men Out) de John Sayles : Chick Gandil
- 1988 : Nico d'Andrew Davis : l'homme dans le bar
- 1989 : Music Box de Costa-Gavras : Karchy Laszlo
- 1989 : Mélodie pour un meurtre (Sea of Love) de Harold Becker : Terry

#### Années 1990
- 1990 : Jours de tonnerre (Days of Thunder) de Tony Scott : Rowdy Burns
- 1991 : JFK d'Oliver Stone : Bill Broussard
- 1993 : Cliffhanger : Traque au sommet (Cliffhanger) de Renny Harlin : Hal Tucker
- 1993 : Tombstone de George Pan Cosmatos : Sherman McMasters
- 1993 : La Part des ténèbres (The Dark Half) de George A. Romero : le shérif Alan Pangborn
- 1995 : Les Glandeurs (Mallrats) de Kevin Smith : Jared Svenning
- 1996 : American Yakuza 2 (Back to Back) : Bob Malone
- 1997 : Un tueur pour cible (The Replacement Killers) de James Foley : Stan Zedkov
- 1997 : Le Suspect idéal (Deceiver) de Jonas et Josh Pate : Kennesaw
- 1997 : Brown's Requiem de Jason Freeland : Fritz Brown
- 1997 : Rosewood de John Singleton : le shérif Walker
- 1999 : Bone Collector de Phillip Noyce : le capitaine Howard Cheney
- 1999 : Un été sur Terre (Here on Earth) de Mark Piznarski : Malcolm Arnold

#### Années 2000
- 2000 : À l'aube du sixième jour (The 6th Day) de Roger Spottiswoode : Robert Marshall
- 2000 : L'Affaire McNamara (NewsBreak) de Serge Rodnunsky : John McNamara
- 2001 : Un seul deviendra invincible 2002(Undisputed) de Walter Hill : le garde A.J Mercker
- 2001 : Replicant de Ringo Lam : Jake Riley
- 2006 : Horribilis (Slither) de James Gunn : Grant Grant
- 2007 : Whisper de Stewart Hendler : Sydney Braveman
- 2008 : Jumper de Doug Liman : William Rice
- 2009 : The Marine 2 de Roel Reiné : Church
- 2009 : Super Capers de Ray Griggs (en) : Judge / Dark Winged Vesper

#### Années 2010
- 2010 :  Louis de Dan Pritzker : Pat McMurphy
- 2010 : Cell 213 de Stephen T. Kay : Ray Clement
- 2010 : Hypothermia de James Felix McKenny : Ray Pelletier
- 2010 : Freeway Killer de John Murlowski (basé sur l'histoire du tueur en série William Bonin) : l'inspecteur St. John
- 2010 : Atlantis Down de  Max Bartoli : Père / Alien
- 2010 : DC Showcase: Jonah Hex de Joaquim Dos Santos (court-métrage) : Red Doc
- 2010 : Super de James Gunn : Abe
- 2011 : Mysteria de Lucius C. Kuert : le capitaine McCarthy
- 2013 : Brother's Keeper de T.J. Amato et Josh Mills : Chef Carver
- 2014 : Les Gardiens de la Galaxie (Guardians of the Galaxy) de James Gunn : Yondu Udonta
- 2015 : Bolden! de Dan Pritzker : Pat McMurphy
- 2016 : The Belko Experiment de Greg McLean : Bud Melks
- 2017 : Les Gardiens de la Galaxie Vol. 2 (Guardians of the Galaxy Vol. 2) de James Gunn : Yondu Udonta
- 2019 : Brightburn : L'Enfant du mal : The Big T (caméo)

#### Années 2020
- 2020 : Nightmare Island (Fantasy Island) de Jeff Wadlow : Damon
- 2020 : Love and Monsters de Michael Matthews : Clyde Dutton
- 2021 : Fast and Furious 9 de Justin Lin : Buddy
- 2021 : The Suicide Squad de James Gunn : Brian Durlin / Savant
- 2022 : White Elephant de Jesse V. Johnson : Gabriel Tancredi
- 2022 : Corrective Measures - Mutants surpuissants (Corrective Measures) de Sean O'Reilly : Devlin
- 2023 : Fast and Furious 10 de Louis Leterrier : Buddy (non crédité)
- 2023 : Les Gardiens de la Galaxie Vol. 3 (Guardians of the Galaxy Vol. 3) de James Gunn : Yondu Udonta
- 2023 : Gangsters par alliance (The Out-Laws) de Tyler Spindel : l'agent Roger Oldham
- 2024 : Horizon : Une saga américaine, chapitre 1 (Horizon: An American Saga – Chapter 1) de Kevin Costner : le sergent-major Riordan
- 2025 : Superman de James Gunn : Nº5, l'un des robots au service de Superman (voix)

### Télévision

#### Téléfilms
- 1996 : Bastard Out of Carolina d'Anjelica Huston
- 2003 : Vivre malgré tout (On Thin Ice) de David Attwood : ?
- 2004 : Otage (Saving Jessica Lynch) de Peter Markle : le colonel Curry
- 2004 : Skeleton Man (Skeletonman) de Johnny Martin : Capitaine Leary
- 2005 : Puzzle (Chasing Ghosts) de Kyle Dean Jackson : Mark Spencer
- 2009 : Meteor : Le Chemin de la destruction (Meteor) d'Ernie Barbarash : Calvin Stark
- 2010 : Matadors d'Yves Simoneau : John Canterna
- 2012 : Outlaw Country : Rip
- 2022 : Les Gardiens de la Galaxie : Joyeuses Fêtes (The Guardians of the Galaxy Holiday Special) de James Gunn : Yondu

#### Séries télévisées
- 2001 : Au-delà du réel : L'aventure continue (The Outer Limits) : le malade zéro (saison 7 épisode 2 : Patient Zero)
- 2003 : Tremors : Kinney
- 2003 : Lucky : Gibby
- 2003 : Stargate SG-1 : le colonel Martin Edwards (saison 7 épisode 7)
- 2003: Les Experts : Miami : Marty Jones (saison 2 épisode 2: Des Millions sous les mers)
- 2004 :  Las Vegas : Marcus Wexler (saison 2 épisode 9)
- 2006 : Thief : l'inspecteur John Hayes
- 2007 : Chuck : Mauser (saison 2 épisode 11)
- 2009 : Esprits criminels (Criminal Minds) : le chef Carlson (saison 4 épisode 19)
- 2009 : Psych : Enquêteur malgré lui (Psych) : Garth Lawnmore (saison 4 épisode 9)
- 2010 : Burn Notice : Dale Lawson (saison 4 épisode 12)
- 2010-2013 : The Walking Dead : Merle Dixon (14 épisodes)
- 2017 : SEAL Team :  Big Chief  (saison 1 épisode 1)
- 2019 : True Detective : Edward Hoyt (saison 3 épisodes 7 et 8)
- 2021-2023 : What If...? : Yondu Udonta
- 2023 : The Rookie : Le Flic de Los Angeles : Frank Tesca
- 2025 : Peacemaker : Brian Durlin / Savant
- 2025 : The Righteous Gemstone: Cobb Milsap

### Jeux vidéo
- 2004 : The Chronicles of Riddick: Escape from Butcher Bay : le centurion / Jack
- 2011 : Call of Duty: Black Ops : Micheal Rooker
- 2012 : Lollipop Chainsaw : Vikke
- 2012 : Call of Duty: Black Ops II : Mike Harper
- 2013 : The Walking Dead: Survival Instinct : Merle Dixon
- 2023 : Crime Boss: Rockay City : Touchdown

### Clip
- 2017 : Guardians Inferno (clip promotionnel pour Les Gardiens de la Galaxie Vol. 2)

## Voix francophones
En version française, Michael Rooker est dans un premier temps doublé par Jean-Pierre Leroux dans Henry, portrait d'un serial killer, Michel Vigné dans Mississippi Burning, Richard Darbois dans Mélodie pour un meurtre, Dominique Collignon-Maurin dans Jours de tonnerre et Philippe Peythieu dans JFK. Patrick Floersheim le double en 1993 dans La Part des ténèbres et Cliffhanger : Traque au sommet. Jean-Jacques Nervest le double en 1995 dans Les Glandeurs, tandis qu'il est doublé par Denis Boileau dans Un tueur pour cible puis par Boris Rehlinger les scènes supplémentaires.
De 1999 à 2008, Bernard-Pierre Donnadieu le double dans Bone Collector, Un été sur Terre, À l'aube du sixième jour et Jumper. En parallèle, il est notamment doublé par Pascal Renwick dans Replicant et José Luccioni dans Horribilis.
L'ayant retrouvé à quelques reprises auparavant, Patrick Floersheim le double dans la série The Walking Dead. Par la suite, Julien Kramer le double dans l'univers cinématographique Marvel, José Luccioni le retrouve dans The Belko Experiment et The Suicide Squad, tandis qu'il est doublé à titre exceptionnel par Michel Dodane dans Nightmare Island.
Depuis le début des années 2020, Pascal Casanova le double à deux occasions dans Fast and Furious 9 et Gangsters par alliance, tout comme Gérard Surugue dans Love and Monsters et The Rookie.